# Troisième guerre d'indépendance italienne
Batailles
- Custoza
- Val Vestino
- Cimego
- Pieve di Ledro
- Monte Nota
- Lissa
- Bezzecca
- Primolano
- Borgo
- Cimego
- Levico
- Versa

La troisième guerre d'indépendance italienne (1866) est une étape dans le processus d'unification de l'Italie entrepris depuis 1848. Cette guerre, la dernière pour achever l'unification, vise à rattacher au royaume d'Italie proclamé en 1861 la Vénétie encore sous domination autrichienne ainsi que la région autour de Rome, encore placée sous la souveraineté du Pape. Leur absence ne satisfaisait en effet pas les libéraux italiens, qui ne partageaient pas l'attachement du gouvernement italien à ne pas compliquer les relations avec les autres puissances européennes.

## Prémices
Le 5 mai 1860 Giuseppe Garibaldi partit de Quarto (à côté de Gênes) avec un millier des volontaires pour débarquer à Milazzo (à côté de Messine en Sicile) pour commencer l'unification d'Italie sous l'autorité du roi du Piemont (Vittorio Emanuele I) avec l'intention de remonter le sud de l'Italie pour libérer Rome du joug papale. En août 1860 accompagné d'environ 3 500 volontaires, il embarqua à Catane pour débarquer à Melito le 24 août et rejoindre l'Aspromonte. Le général Cialdini envoya cependant une division commandée par le colonel Pallavicino pour stopper l'armée des volontaires.
Lors du combat, Giuseppe Garibaldi fut blessé et fait prisonnier avec ses hommes. Une fois guéri, on lui permit de retourner à sa résidence de Caprera.

## La guerre
La troisième guerre d'indépendance (1866) permit finalement à l'armée régulière italienne de se battre pour la libération des derniers territoires de la péninsule sous domination autrichienne. 
La guerre fut préparée par une alliance militaire entre le Gouvernement italien, sous la conduite du général La Marmora, et la Prusse du baron Otto von Bismarck.
Les deux nations, qui voyaient en l'Autriche un obstacle à leur propre projet d'unification nationale, avaient un objectif commun. 
Selon les plans prussiens, l'Italie devait affronter l'Autriche sur le front terrestre sud. Forte de sa supériorité navale, l'Italie devait aussi menacer les côtes dalmates et occuper des îles de l'Adriatique, détournant ainsi une partie des forces autrichiennes du théâtre de la guerre en Europe centrale.

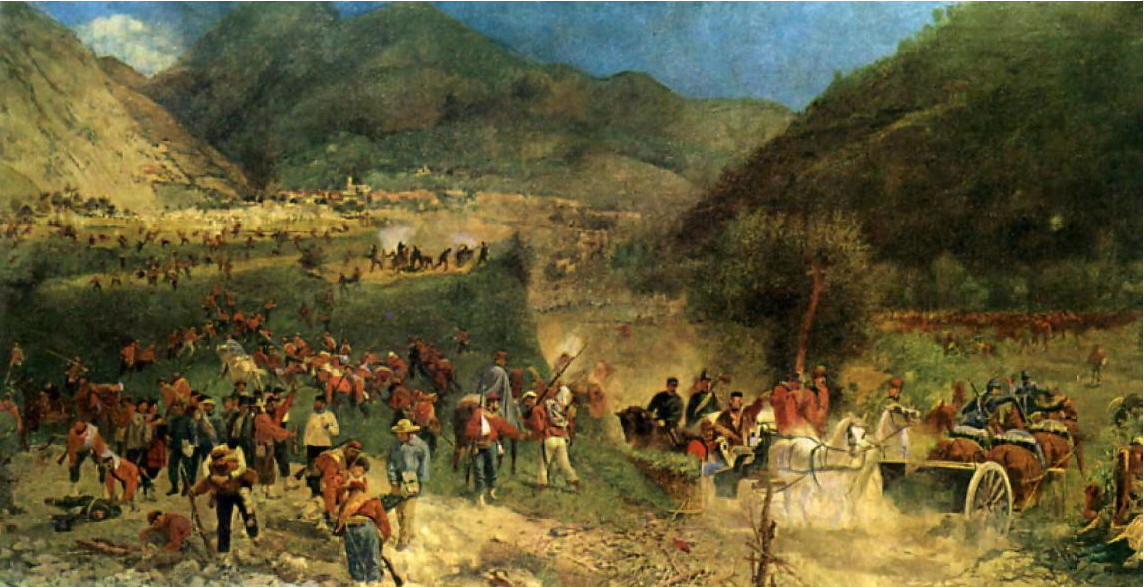
Bataille de Bezzecca.

Dans les faits, la situation militaire italienne était fortement handicapée par plusieurs facteurs ; d’abord le manque de cohésion entre l'armée sarde et les troupes royales venues des territoires récemment annexés, dû à la forte résistance et à la dureté des derniers combats de la guerre d'unification de 1860 : prise de Gaète, combats de Messine ou Civitella del Tronto. Ensuite la grande rivalité entre les flottes réunies sous le pavillon de la Regia Marina (marine nationale italienne), les marines génoise et napolitaine étant rarement disposées à se considérer sous les ordres de quiconque. Enfin le problème irrésolu du commandement suprême, déjà source de conflit entre le roi et Cavour en 1859, s'était aggravé à cause du manque d'envergure du successeur du comte. Le roi, dont le courage ne souffre aucune discussion, n'était cependant pas apte au Commandement suprême qu'il voulait exercer.
Dès lors, les défaites sur les fronts terrestre et maritime étaient presque inévitables. Les défaites lors des batailles de Custoza et de Lissa marquèrent cette période ressentie comme extrêmement négative, au-delà même de la portée réelle des évènements.
Les seuls succès militaires (bataille de Bezzecca, combat de Primolano, combat de Versa (it)…) furent obtenus sur les fronts secondaires ou par les troupes de volontaires commandées par Garibaldi, qui s'étaient attachées à la conquête de la Vénétie tridentine — correspondant à l'actuelle province autonome de Trente.
Malgré les défaites, l'armée italienne réussit à retenir les troupes autrichiennes sur le front alpin, permettant ainsi à la puissante armée prussienne de remporter des batailles importantes sur le front allemand — la victoire de Sadowa le 3 juillet 1866, œuvre du général von Moltke se révéla déterminante. En six semaines, l'Autriche dut capituler. Sur le front italien, la guerre ne pouvait continuer qu'avec les manœuvres de Garibaldi dans le Trentin, mais sans le soutien essentiel de la Prusse, l'état-major italien préféra ordonner la retraite. À cet ordre, Garibaldi répondit avec le laconique et célèbre « J'obéis ».
En tant qu'alliée militaire de la France et de la Prusse, l'Italie fut comptée parmi les vainqueurs du conflit. Le traité d'armistice avec l'Autriche fut établi le 12 août 1866 à Cormons. Les traités de paix successifs imposèrent à l'Autriche de céder à l'alliance franco-prussienne la Vénétie (le territoire comprenant les actuelles régions italiennes de Vénétie et le Frioul-Vénétie Julienne sans les provinces de Gorizia et de Trieste), qui fut immédiatement cédée au royaume d'Italie.

## Tableau récapitulatif des batailles
| Théatre                                | Date                              | Belligérants     | Belligérants      | Issue                 |
| -------------------------------------- | --------------------------------- | ---------------- | ----------------- | --------------------- |
| Bataille de Custoza                    | 24 juin 1866                      | Royaume d'Italie | Empire d'Autriche | Victoire autrichienne |
| Invasion du Trentin                    | 25 juin 1866 - 10 août 1866       | Royaume d'Italie | Empire d'Autriche | Victoire autrichienne |
| Opérations navales sur le lac de Garde | 30 juin 1866 - 20 juillet 1866    | Royaume d'Italie | Empire d'Autriche | Victoire autrichienne |
| Opérations dans la Valteline           | Juin 1866 - Juillet 1866          | Royaume d'Italie | Empire d'Autriche | Indécise              |
| Opérations dans le Val Vestino         | 25 juin 1866 - 10 août 1866       | Royaume d'Italie | Empire d'Autriche | Victoire italienne    |
| Bataille du Mont Suello                | 3 juillet 1866                    | Royaume d'Italie | Empire d'Autriche | Victoire italienne    |
| Bataille de Vezza d'Oglio              | 4 juillet 1866                    | Royaume d'Italie | Empire d'Autriche | Victoire autrichienne |
| Bataille de Lodrone                    | 7 juillet 1866 - 10 juillet 1866  | Royaume d'Italie | Empire d'Autriche | Victoire italienne    |
| Assaut du fort d'Ampola                | 16 juillet 1866 - 19 juillet 1866 | Royaume d'Italie | Empire d'Autriche | Victoire italienne    |
| Bataille de Condino                    | 16 juillet 1866                   | Royaume d'Italie | Empire d'Autriche | Victoire italienne    |
| Bataille de Pieve di Ledro             | 18 juillet 1866                   | Royaume d'Italie | Empire d'Autriche | Victoire italienne    |
| Bataille de Lissa                      | 20 juillet 1866                   | Royaume d'Italie | Empire d'Autriche | Victoire autrichienne |
| Bataille de Bezzecca                   | 21 juillet 1866                   | Royaume d'Italie | Empire d'Autriche | Victoire italienne    |
| Bataille de Versa                      | 26 juillet 1866                   | Royaume d'Italie | Empire d'Autriche | Victoire italienne    |